# Blake Jenner
Blake Alexander Jenner, conhecido como Blake Jenner (Miami, 27 de agosto de 1992), é um ator e cantor dos Estados Unidos, nascido na cidade de Miami. Blake ficou conhecido após ter ganho a 2.ª temporada do reality The Glee Project, que lhe rendeu uma participação na série de comédia-musical Glee.

## Carreira
Blake começou a atuar aos nove anos de idade, e atuou em produções escolares. Ele também frequentou aulas de teatro e trabalhou em publicidade, participou de esportes da escola, tais como Futebol e luta greco-romana. Blake deixou sua cidade natal, Miami, na Florida, e se mudou para Los Angeles para seguir a sua carreira de ator. Ele finalmente ganhou uma aparição em um episódio das séries de comédia ABC Family, e interpretou o atleta Miller Collins em Melissa and Joey. 
Em 2012, ele foi selecionado por meio de canais da indústria para uma audição como um dos 15 participantes da segunda temporada de The Glee Project, um reality show de televisão para o qual o prêmio foi um arco garantido de sete episódios na temporada seguinte de Glee.  Ele foi um dos três finalistas e acabou vencendo.  Depois de aparecer como Ryder Lynn na quarta temporada de Glee, ele foi mais tarde indicado e ganhou o Teen Choice Award de Melhor Revelação da TV.  Jenner, juntamente com as co-estrelas Jacob Artist, Becca Tobin, Alex Newell e Melissa Benoist, foi promovida ao status regular da série para a quinta temporada.
No verão de 2013, Jenner escreveu o roteiro de Billy Boy.  Ele e Benoist entraram no Kickstarter para pedir aos fãs que ajudassem a financiar a produção do projeto;  em 11 de dezembro de 2013, o projeto atingiu sua meta de US$ 100.000.  Jenner foi posteriormente escalada para o filme de terror Within.  No final de 2015, Jenner foi escalada para um papel recorrente como Adam Foster em Supergirl, contracenando com sua então esposa Melissa Benoist, que interpreta a personagem-título da série.  Sua primeira aparição foi ao ar em 25 de janeiro de 2016.
Em 2016, Jenner estrelou como Jake Bradford no filme de comédia de Richard Linklater Everybody Wants Some!!, que foi lançado em 30 de março, e interpretou o irmão do personagem de Hailee Steinfeld no drama de maioridade The Edge of Seventeen. Ele estava no elenco do filme de drama de Shawn Christensen The Vanishing of Sidney Hall, que estreou no Festival de Cinema de Sundance de 2017 e foi lançado em 2018. Ele estava no elenco do filme de drama criminal de Bart Layton American Animals. Ele estreou no Festival de Cinema de Sundance de 2018 e foi lançado em junho de 2018, por The Orchard e MoviePass Ventures.  Jenner interpretou Christian de Neuvillette na produção do Goodspeed Musical Cyrano no Norma Terris Theatre em agosto e setembro de 2018.
Jenner interpretou Sean em What/If, a série de suspense neo-noir de antologia de 2019 da Netflix. Em agosto de 2019, foi anunciado que Jenner estrelaria a adaptação cinematográfica de Richard Linklater de Merrily We Roll Along, que seria filmada ao longo de vinte anos.  A fotografia principal da primeira seção do filme já foi concluída.  Jenner deve estrelar ao lado de Beanie Feldstein e Ben Platt.

## Vida Pessoal
Jenner ficou noivo de sua ex-co-estrela de Glee Melissa Benoist em 2013 e o casal supostamente se casou em 2015. No entanto, naquele mesmo ano, Benoist comentou que eles estavam casados "há mais tempo do que qualquer um sabe", com algumas fontes afirmando que o casal realmente se casou em 2013.Benoist pediu o divórcio no final de dezembro de 2016, citando diferenças irreconciliáveis, e o divórcio foi finalizado em dezembro de 2017.
Em 2020 Blake Jenner se pronunciou no Instagram sobre as acusações de que teria agredido Melissa Benoist durante o relacionamento dos dois. Ele não cita o nome da atriz, mas faz referência ao relato que ela divulgou em novembro do ano passado.
Blake confirma que arremessou um celular contra o rosto de sua então esposa, e diz que também foi vítima de abuso na relação.
"Sem me esquivar de qualquer responsabilidade, é importante entender que houve abuso mental, emocional e físico praticado pelas duas partes do relacionamento."
Em seu relato, Melissa diz que foi alvo de beliscões, socos e tapas de um parceiro mais novo que ela, que a arrastou pelos cabelos na rua e arrombou a porta de um quarto para agredi-la. Blake não citou as outras agressões.
Melissa também não cita o nome do ator, mas os fãs acreditaram se tratar de Blake por ser o único parceiro mais novo que ela teve após a fama.
Assim como Melissa, Blake afirma que o relacionamento foi marcado por ciúmes e que não podia fazer cenas românticas com outras mulheres. Ele diz que foi arranhado, socado e em uma ocasião teve seu nariz quebrado. E acrescenta:
"Fui agredido fisicamente no chuveiro, o que me causou um ferimento traumático sobre o qual não quero falar agora."
Blake termina pedindo desculpas à ex-companheira e dizendo que aprendeu com seus erros após anos de terapia. Ele também pede desculpas aos fãs, "por colorir a arte a que vocês assistem com tons que não tragam alegria".

## Filmografia

### Series
| Televisão | Televisão        | Televisão      | Televisão                                                                          |
| Ano       | Título           | Personagem     | Notas                                                                              |
| --------- | ---------------- | -------------- | ---------------------------------------------------------------------------------- |
| 2011      | Melissa and Joey | Miller Collins | Participação Especial (Episódio: "A House Divided")                                |
| 2012      | The Glee Project | Ele Mesmo      | Vencedor da Competição                                                             |
| 2012-2015 | Glee             | Ryder Lynn     | Elenco Recorrente (Quarta Temporada) Elenco Regular (13 episódios da 5 temporadas) |
| 2016      | Supergirl        | Adam Foster    | Elenco Recorrente                                                                  |
| 2019      | What/If          | Sean           | Elenco Principal                                                                   |

### Filmes
| Ano  | Título                       | Papel                | Notas              |
| ---- | ---------------------------- | -------------------- | ------------------ |
| 2010 | Fresh 2 Death                | Connor               | Curta-metragem     |
| 2011 | Wurlitzer                    | Alexander Moore      | Curta-metragem     |
| 2011 | Cousin Sarah                 | Brett Marks          |                    |
| 2012 | The Truth In Being Right     | Jeffrey              | Curta-metragem     |
| 2014 | Love at First Site           | Sydney Reynolds      | Curta-metragem     |
| 2016 | Everybody Wants Some!!       | Jake Bradford        |                    |
| 2016 | The Edge of Seventeen        | Darian Franklin      |                    |
| 2016 | Within                       | Tommy                |                    |
| 2017 | The Vanishing of Sidney Hall | Brett Newport        |                    |
| 2017 | Juvenile                     | Billy Forsetti       | Criador e produtor |
| 2018 | American Animals             | Ficcional Chas Allen |                    |